# Bertha Wellin

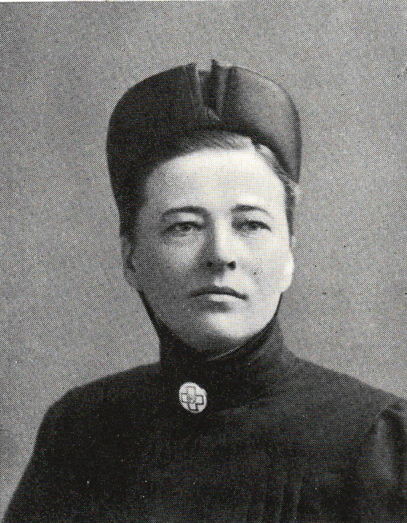
Bertha Wellin

Bertha Wellin (* 11. September 1870 in Runsten; † 27. Juli 1951 in Stockholm) war eine schwedische konservative Politikerin, Krankenschwesterin und Frauenrechtlerin und eine der ersten fünf Frauen im Schwedischen Reichstag.

## Leben
Wellin wurde am 11. September 1870 als Tochter des Zollbeamten Alrik Wellin und dessen Frau Jenny Melén geboren. 
Sie absolvierte eine Ausbildung als Krankenpflegerin in der Privatklinik Sophiahemmet in Stockholm und arbeitete danach für die Stockholmer Armenhilfe. Sie war Mitbegründerin und Vorstandsmitglied der 1910 etablierten Schwedischen Krankenschwesternvereinigung (Svensk sjuksköterskeförening) und fungierte von 1914 bis 1933 als deren Vorsitzende. Ab 1920 war Wellin außerdem Mitglied des Vorstands des Nordischen Krankenpflegekomitees. Ab 1911 arbeitete sie als Herausgeberin der Zeitschrift Svensk sjukskötersketidning.
Bertha Wellin war Mitglied in mehreren Krankenhausausschüssen in Stockholm. Im Jahr 1912 wurde sie zum Mitglied des Stockholmer Stadtrats gewählt und wurde 1919 Mitglied des Gesundheitsamtes. Im Jahr 1921 war sie neben Nelly Thüring, Agda Östlund, Kerstin Hesselgren und Elisabeth Tamm eine der ersten fünf Frauen, welche nach Einführung des allgemeinen Frauenwahlrechts in das schwedische Parlament gewählt wurden. Sie gehörte diesem bis 1935 an und befasste sich vor allem mit Angelegenheiten, die den Pflegeberuf betrafen.
1935 erhielt sie die höchste Auszeichnung des Roten Kreuzes für Krankenschwestern, die Florence-Nightingale-Medaille.
Sie starb am 27. Juli 1951 in Stockholm. Sie wurde auf dem Nordfriedhof der Stadt beigesetzt.